# الإسلام في كوسوفو
يعود وصول الإسلام إلى كوسوفو إلى الفتح العثماني لمنطقة البلقان. قبل معركة قوصوه عام 1389 كانت منطقة البلقان مسيحية بأكملها بسبب تأثير الإمبراطورية الرومانية الغربية والإمبراطورية البيزنطية. حكمت الدولة العثمانية المسلمة كوسوفو رسميًا من عام 1389 حتى عام 1912 وحدث فيه هذه الفترة إسلام عدد كبير من الألبان الكاثوليك والأرثوذكس. خلال الفترة الزمنية التي أعقبت الحرب العالمية الثانية حكمت جمهورية يوغوسلافيا الاشتراكية الاتحادية العلمانية، تزايد ابتعاد سكان كوسوفو عن الدين. بعد نهاية الفترة الشيوعية انتعش التدين في كوسوفو. يشكل المسملون اليوم 95.6٪ من سكان كوسوفو ومعظمهم من الألبان. هناك أيضًا مسلمون كوسوفيون بشناق وكورانيون وأتراك.
المذهب الحنفي هو المذهب الذي يتبعه مسلمو كوسوفو، وتشيع فيهم طرق صوفية مختلفة، بينما سُجّل حضور متنامٍ لأتباع السنية، خاصة بعد تدخل قوات الناتو ضد صربيا عام 1999.

## التاريخ

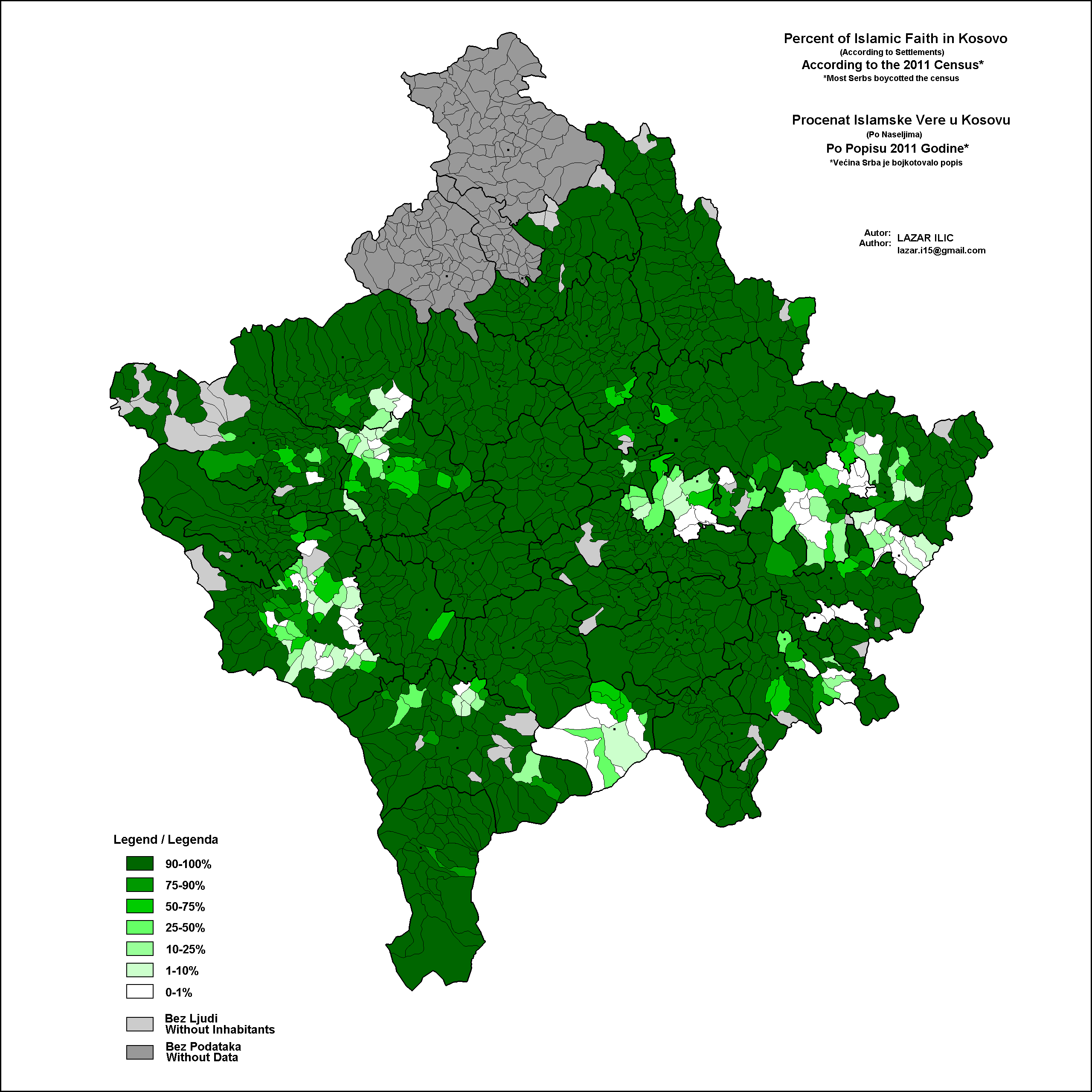
نسبة المسلمين في كوسوفو عام 2011

حتى القرن السادس عشر كانت نسبة المسملين في كوسوفو ضئيلة ومحصورة إلى حد كبير في المراكز الحضرية. لم تزد وتيرة اعتناق الإسلام إلا بشكل ملحوظ في النصف الثاني من القرن السادس عشر. قبل وصول العثمانيين كانت هناك حرب فكرية بين الكنائس الكاثوليكية والأرثوذكسية لإيمان الألبان بإحدى أفكار الفريقين، فاستغل العثمانيون هذا الوضع لنشر الإسلام. اعتبرت الكنيسة الصربية الأرثوذكسية أن تحول الألبان إلى الإسلام أمر إيجابي لأنه يضعف النواة الكاثوليكية في البلقان.
ظهرت ظاهرة في المجتمع الالباني بعد اعتنق عدد كبير من الناس الإسلام رسميًا أنهم كانوا يقومون بالطقوس الكاثوليكية في السر. حظرت المراسيم الكنسية هذه الممارسة من عام 1703 ولم تقبل إيمان هؤلاء الكاثوليك. كتبت ماري وورتلي مونتاغيو، زوجة السفير البريطاني في الباب العالي، في عام 1717 أن مرافقتها الألبانية من بلغراد إلى إسطنبول تفول بأنها تذهب إلى المسجد يوم الجمعة والكنيسة يوم الأحد. بحلول عام 1750 تحولت معظم العائلات المسيحية إلى الإسلام. كان الألبان المسملون في كوسوفو يقولون بأنهم كاثوليك (لتجنب التجنيد الإجباري) حتى عام 1845.

## حرب كوسوفو
دمرت العديد من المواقع الثقافية الألبانية في كوسوفو خلال حرب كوسوفو (1998-1999) وهي جريمة حرب تنتهك اتفاقيتي لاهاي وجنيف. من بين 498 مسجدًا كانت مستخدمًا في كوسوفو، وثقت المحكمة الجنائية الدولية ليوغوسلافيا السابقة (ICTY) أن هناك 225 مسجدًا تعرض للضرر أو دمره الجيش الصربي اليوغوسلافي. إجمالاً أسفرت ثمانية عشر شهرًا الحرب عن تدمير 225 مسجدًا أي ثلث المساجد والمباني الإسلامية الأخرى أثناء الصراع. تعرضت التكيات والمدارس الدينية الإسلامية والمكتبات الإسلامية للضرر مما أدى إلى ضياع الكتب النادرة والمخطوطات ومجموعات الأدب الأخرى. كما دمرت أرشيفات الجماعة الإسلامية في كوسوفو التي لها سجلات تمتد على مدى 500 عام. خلال الحرب درمت القوات شبه العسكرية اليوغوسلافية والقوات العسكرية أي تراث معماري غير صربي وهو جزء من ممنهج ومخخط من التطهير العرقي في كوسوفو. في أعقاب الحرب شن الألبان المسلمون موجة من الهجمات الانتقامية على عشرات الكنائس الأرثوذكسية الصربية مما أدى إلى إتلافها أو تدميرها. انتهت هذه الهجمات فعليًا بعد ستة أسابيع بعد تدمير 35 كنيسة أو إلحاق الضرر بها في نهاية أغسطس 1999، بعد مناشدات من القادة السياسيين في كوسوفو والمفتي.

## المنظمات
كانت المنظمة الرسمية للمسلمين في كوسوفو منذ عهد يوغوسلافيا هو الاتحاد الإسلامي في كوسوفا (بالألبانية: Bashkësia Islame e Kosovës‏)، بقيادة مفتيها الأكبر، حاليًا نعيم تيرنافا. أدى التمويل السعودي ومن بعض دول أخرى إلى زيادة أتباع الدعوة الوهابية. ينتمي غالبية المسلمين الغجر إلى الجماعات الصوفية. يوجد في معظم النصف الغربي من كوسوفو في كل قرية تقريبًا جماعة صوفية واحدة على الأقل.

## المعرض

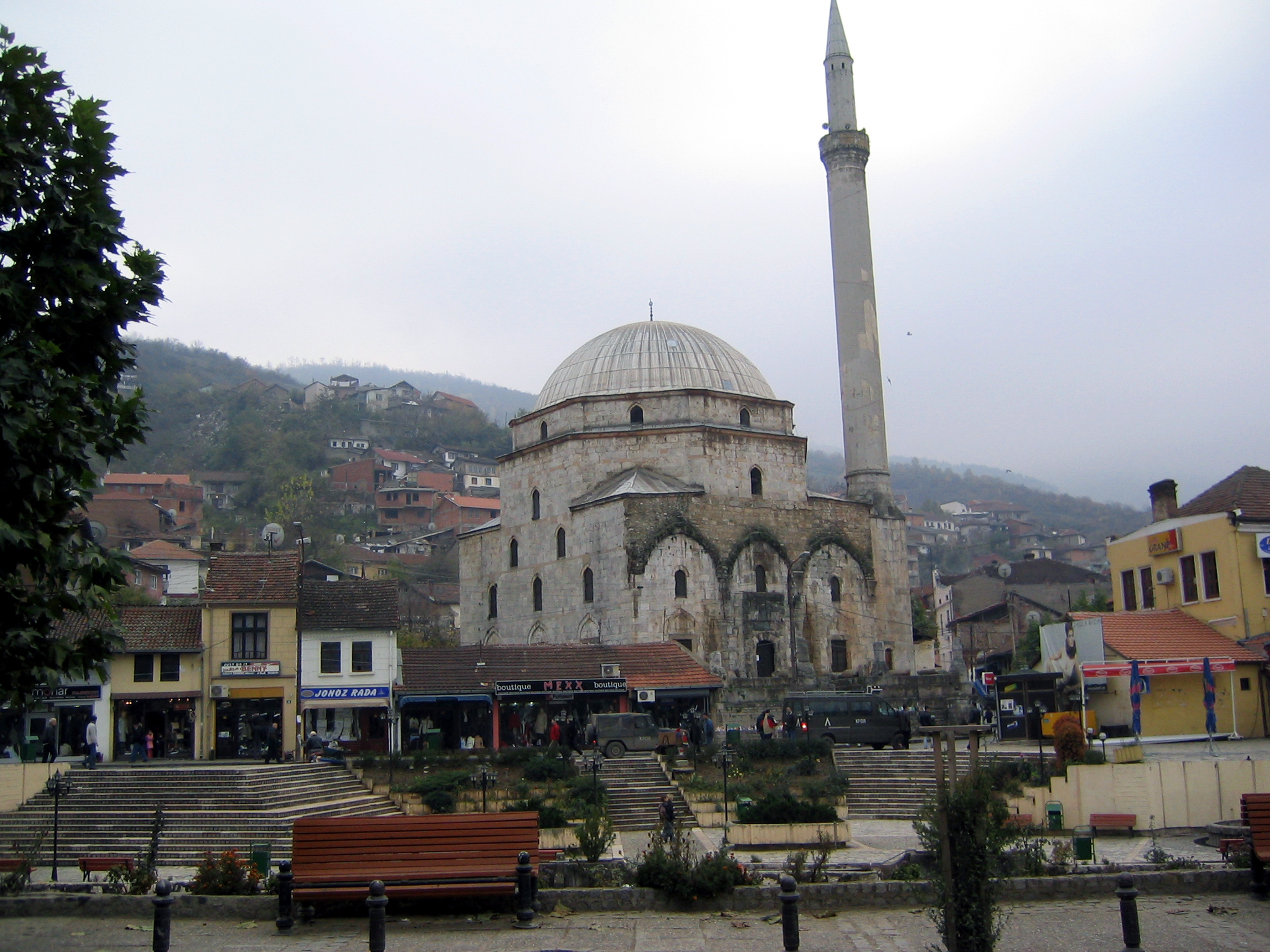
مسجد سنان باشا في بريزرن.
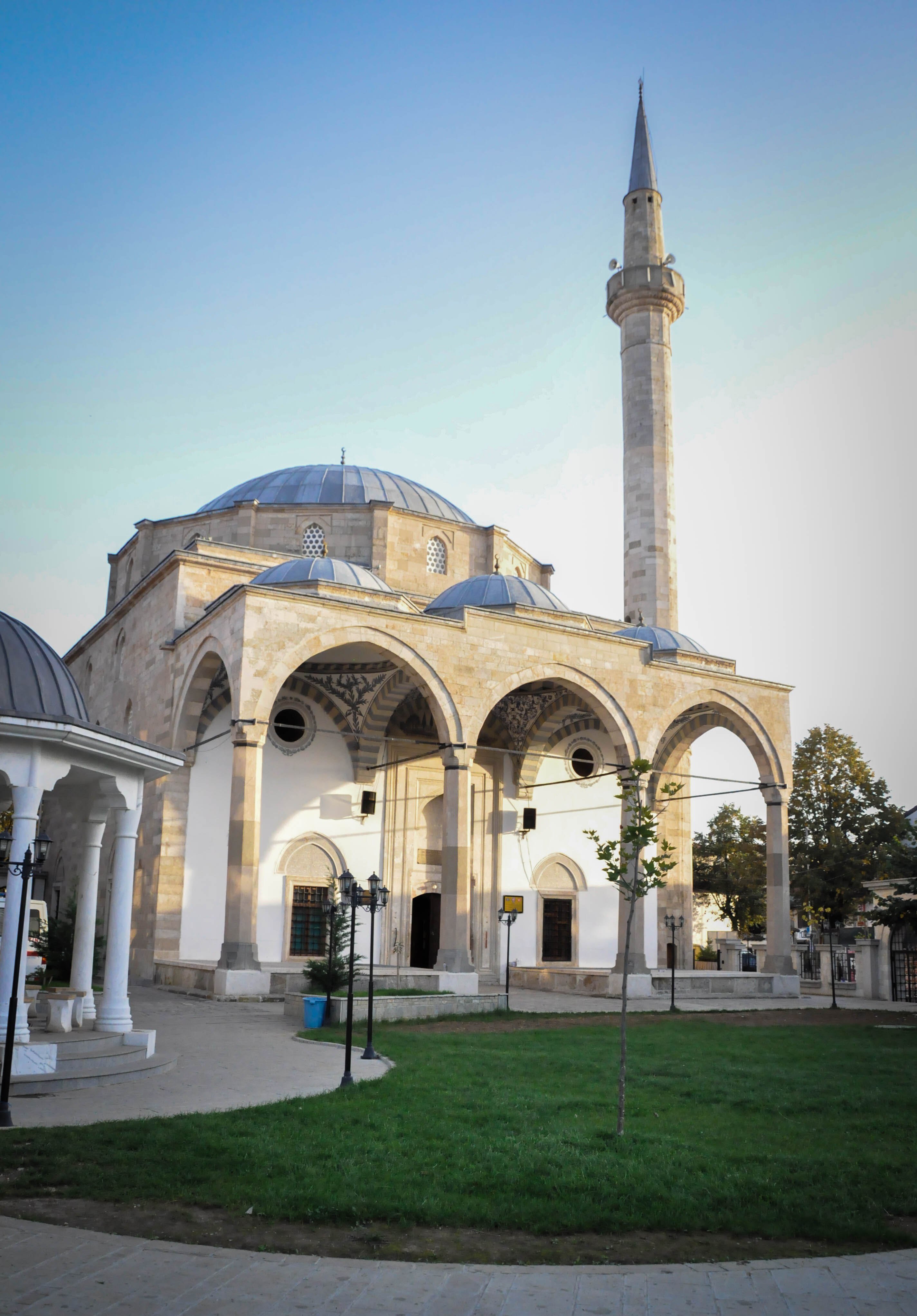
مسجد السلطان محمد الفاتح في بريشتينا.
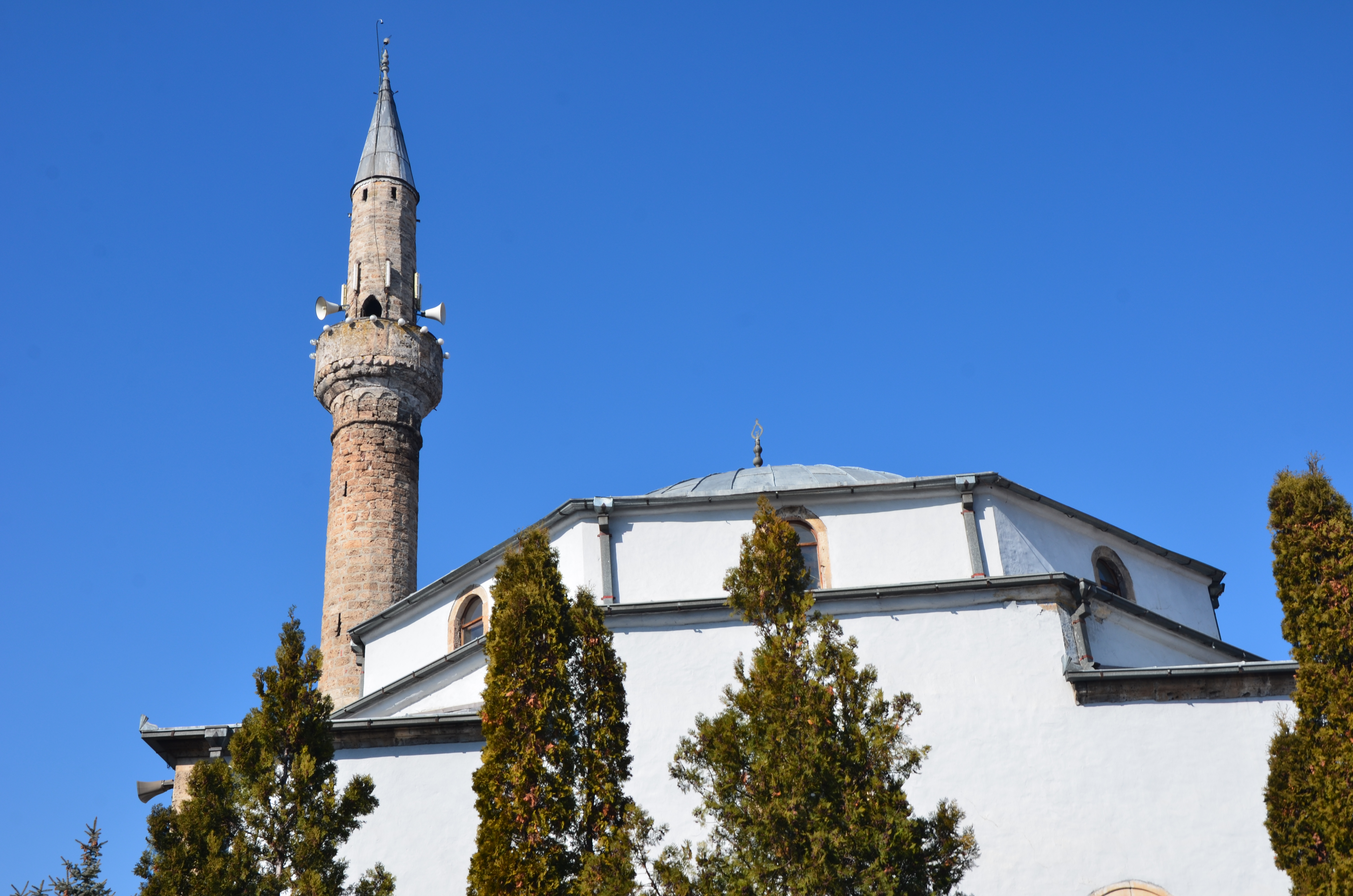
مسجد بجراكلي في بيخا.